# ریکاردو زونینو
ریکاردو هکتور زونینو (اسپانیایی: Ricardo Héctor Zunino‎؛ زادهٔ ۱۳ آوریل ۱۹۴۹ در سان خوآن) رانندهٔ سابق مسابقات اتومبیل‌رانی فرمول یک اهل آرژانتین است که از فصل ۱۹۷۹ تا ۱۹۸۱ در مجموع در یازده گراند پری شرکت کرد، اما موفق به کسب هیچ امتیازی نشد.